# سداد
شرکت داده ورزی سداد، یک هلدینگ با فعالیت در زمینهٔ صنعت‌ فناوری اطلاعات و بانکداری است که خدماتی در حوزه سرویس‌ها و نرم‌افزارهای بانکی و غیربانکی، مشاوره فنی و نظارتی در حوزه فناوری اطلاعات، طراحی و اجرای طرح‌های زیرساختی (امنیت، شبکه و مرکز داده) ارائه می‌دهد.
شرکت داده‌ورزی سداد در سال ۱۳۷۸ در ایران ثبت شده و از سال ۱۳۹۳ به‌صورت هلدینگ اداره می‌شود، این شرکت متشکل از شرکت‌های زیر است:
- پارس تکنولوژی سداد.
- پرداخت الکترونیک سداد.
- فناوری اطلاعات راهبر سداد.

سهامداران این شرکت شامل شرکت مدیریت طرح و توسعه آینده پویا، شرکت سرمایه‌گذاری گروه توسعه ملی، بانک ملی ایران، شرکت چاپ و نشر بانک ملی ایران و شرکت خدمات انفورماتیک است.

## تاریخچه
بانک ملی ایران، برای خدمات در حوزه فناوری در سال ۱۳۷۸ اقدام به تأسیس شرکت داده ورزی سداد کرد. براین اساس شرکت داده ورزی سداد تحت شماره ۱۵۱۴۷۸ در تاریخ ۱۳۷۸/۰۳/۱۳ به ثبت رسید. زیرمجموعه‌های شرکت تابعه نیز از سال ۱۳۹۳ تشکیل شد که شامل
تکنولوژی سداد و پرداخت الکترونیک سداد و فناوری اطلاعات راهبر سداد است.
سنگ بنای شرکت پرداخت الکترونیک سداد در سال ۱۳۷۶ با ورود بانک ملی ایران به عرصه پرداخت الکترونیکی گذاشته شد. سداد فعالیت خود را در سال ۱۳۷۸ در قالب واحدی کوچک به نام «واحد امور پوز و بازاریابی» در دل مجموعه داده‌ورزی سداد که کارگزار بانک ملی ایران در حوزه انفورماتیک است آغاز کرد. اولین فعالیت این واحد، تأمین و عرضه دستگاه‌های کارت خوان بود.
با گسترش شبکه پرداخت الکترونیکی در سراسر کشور و به میان آمدن پای دیگر شیوه‌های پرداخت الکترونیکی، سداد نیز فعالیت خود را گسترش داد و در سال ۱۳۹۲ درگاه پرداخت اینترنتی (IPG) را به خدمات خود افزود. فعالیت حرفه‌ای‌تر و تخصصی‌تر ایجاب می‌کرد شرکتی مستقل تشکیل شود که به‌طور تخصصی فقط در حوزه پرداخت الکترونیکی فعالیت کند. به این ترتیب، در بهار سال ۱۳۹۳ فرایند ثبت شرکتی با وظایف اختصاصی PSP شروع شد و خدمات نوین داده‌ورزی سداد از آبان ماه سال ۱۳۹۳ فعالیت خود را رسماً آغاز کرد. در مدت زمان ۳۰ ماه تعداد کارکنان شرکت به بیش از ۱۳۰۰ نفر رسید، کارت خوان‌های قدیمی با انواع جدید و روزآمد جایگزین شدند و نام شرکت از خدمات نوین داده ورزی سداد به پرداخت الکترونیک سداد تغییر کرد.
طی سال‌های ۱۳۹۵ و ۱۳۹۶ پرداخت الکترونیک سداد دامنه فعالیت خود را گسترش داد و شیوه‌های پرداخت دیگری نیز به خدمات خود افزود: اپلیکیشن پرداخت «ایوا»، انواع تازه‌ای از کارت خوان مانند کارت خوان موبایلی و اندرویدی، و کد دستوری #737*. در معرفی شرکت پرداخت الکترونیک سداد در وب فارسی اطلاعات گسترده‌ای منتشر گردیده‌است.

## دستاوردها، محصولات و خدمات
از جمله محصولات اصلی سداد می‌توان به موارد زیر اشاره کرد:
- سامانه بام (بانکداری الکترونیک بانک ملی).
- پیام رسان بله.
- سامانه سماح (سامانه ساماندهی متقاضیان عتبات عالیات).
- سامانه دفترداری کل(GL) بانک ملی ایران.
- سامانه جامع چک (سامانه چکاوک).
- سامانه جامع تسهیلات بانکی.
- بانکداری نوین.
- مدیریت وجوه و خزانه.
- مدیریت کارت و حساب.
- مدیریت مالی و حسابداری.
- پشتیبانی و امداد شعب.
- پرداخت الکترونیکی.
- سامانه‌های عمومی و ستادی

سداد با طراحی و اجرای کامل زیرساخت شبکه پرداخت (سوئیچ پذیرندگی، شبکه تجمیع‌کنندگی) و عرضه محصولات و خدمات پرداخت الکترونیک اکنون یکی از بزرگ‌ترین شرکت‌های حاضر در این عرصه است. محصولات و خدماتی که سداد تا کنون عرضه کرده عبارتند از کارت خوان (POS) سداد، درگاه پرداخت اینترنتی (IPG), اپلیکیشن پرداخت (IVA), اپلیکیشن پالس و کد دستوری موبایل #737* است.

## مشتریان سداد
شرکت سداد محصولات و خدمات خود را به گروه‌های مختلفی از مشتریان عرضه می‌کند:
- نهادها و سازمان‌های دولتی
- کسب و کارهای بزرگ
- کسب و کارهای کوچک
- عموم دارندگان کارت بانکی

## استانداردها
فعالیت شرکت پرداخت الکترونیک سداد علاوه بر مطابقت با مقررات ناظر بر ارائه‌دهندگان خدمات پرداخت «اداره نظام پرداخت بانک مرکزی جمهوری اسلامی ایران» و شرکت شاپرک، مطابق با استانداردهای بین‌الملی نیز هست،و گواهینامه‌های استاندارد بین‌المللی سیستم مدیریت کیفیت، امنیت اطلاعات، سنجش رضایت مشتریان و رسیدگی به شکایات مشتریان را در کارنامه خود دارد.
ISO9001:2015 گواهینامه سیستم مدیریت کیفیت
ISO10002:2014 گواهینامه امنیت اطلاعات
ISO27001:2013 گواهینامه سنجش رضایت مشتریان
ISO10004:2012 گواهینامه رسیدگی به شکایات مشتریان

## شرکای تجاری
- بانک ملی ایران
- شرکت داده‌ورزی سداد
- همکاران سیستم
- سازمان حج و زیارت
- سازمان امور مالیاتی
- شرکت ملّی پالایش و پخش فرآورده‌های نفتی
- وزارت امور اقتصادی و دارایی
- وزارت بازرگانی
- گمرک جمهوری اسلامی ایران
- سازمان ثبت‌اسناد و املاک کشور
- شرکت سرمایه‌گذاری بانک ملّی ایران
- ایران‌خودرو
- شرکت خدمات انفورماتیک
- شرکت داده‌ورزی فرادیس البرز
- شرکت حصین